# Битлис (ил)
Битли́с (тур. Bitlis) — ил на юго-востоке Турции.

## География
Ил Битлис граничит с илами Ван, Сиирт, Батман, Муш и Агры.
Рельеф ила гористый. На юге — хребет Битлис (часть Восточного Тавра), на севере вулкан Немрут. Восточную часть ила занимает западная часть озера Ван.

## Население
Население — 388 678 жителей (2009). Большинство населения — курды.
Крупнейшие города — Битлис (45 тыс. жителей в 2000 году), Татван (порт на озере Ван).

## Административное деление
Ил Битлис делится на 7 районов:
1. Адилджеваз (Adilcevaz)
2. Ахлат (Ahlat)
3. Битлис (Bitlis)
4. Гюроймак (Güroymak)
5. Хизан (Hizan)
6. Мутки (Mutki)
7. Татван (Tatvan)

## Известные уроженцы
- Аракел Багешский — армянский средневековый поэт и литературный деятель, хронист XIV—XV века.
- Идрис Бидлиси (Мулла Хаким Идрис Бидлиси) — османо-курдский историк конца XV и начала XVI веков.